# Càl·lies d'Argos
Càl·lies d'Argos o Càl·lias d'Argos, en llatí Callias, en grec antic Καλλίας, va ser un poeta grec natural d'Argos, del que només se sap que era l'autor d'un epigrama sobre Polícrit de Mendes, recollit a l'Antologia grega.